# Dino Stalker
Dino Stalker hay còn gọi là Gun Survivor 3: Dino Crisis (Nhật: ガンサバイバー3 ディノクライシス Hepburn: Gan Sabaibā Surī Dino Kuraishisu) ở Nhật Bản, là trò chơi điện tử thuộc thể loại bắn súng góc nhìn thứ nhất do hãng Capcom Production Studio 3 phát triển và Capcom phát hành cho hệ máy PlayStation 2 vào ngày 27 tháng 6 năm 2002.
Dino Stalker là một nhánh của dòng game bắn súng light gun Resident Evil nhưng dựa trên cốt truyện của sê-ri Dino Crisis. Dù game có thể chơi bằng các phương tiện khác nhưng nhà sản xuất vẫn khuyến khích người chơi sử dụng khẩu súng light gun kèm theo, đây cũng chính là một trong một số tựa game của Capcom đã cố gắng để thu hẹp khoảng cách giữa các trò chơi dùng khẩu súng light gun và trò chơi truyền thống giúp người chơi đạt được tầm kiểm soát lớn hơn lên chuyển động của họ trong trò chơi.
Dino Stalker là phần thứ ba trong loạt game Gun Survivor của Capcom. Mặc dù các tựa game Gun Survivor là một nhánh của dòng game Resident Evil. Ngoài ra Dino Stalker còn là trò chơi duy nhất trong sê-ri mà không có bất kỳ mối quan hệ nào với dòng Resident Evil. Tiếp theo là Resident Evil: Dead Aim.

## Cốt truyện
Trò chơi tập trung vào nhân vật chính là viên Trung úy Mike Wired, người bị bắt trong một cuộc không chiến dữ dội suốt Thế chiến II. Không còn nơi nào để đi, Mike dường như cam chịu cho đến khi anh đột nhiên dịch chuyển vào bầu trời trong 3.000.000s, rồi phải đối mặt trước hiểm họa khôn lường từ những dã thú biết bay thời tiền sử.
Khi anh hạ cánh vào đất liền, anh trông thấy nhiều con khủng long hơn và phải luôn sẵn sàng giáp chiến với chúng bằng bất cứ vũ khí nào mà anh có thể nhặt được. Bất chợt anh thoáng nghe thấy một giọng nói cất lên từ máy bộ đàm bảo anh nên tìm kiếm một cô gái tên là Paula. Khi anh tìm thấy Paula, cô chỉ đơn giản nói một từ "Trinity" trước bầy khủng long đang xuất hiện. Trinity thực sự là một con khủng long (chính xác hơn là Troodon) với thông tin tình báo quan trọng cho biết nó có thể gửi những con khủng long khác tới tấn công người chơi, giống như trong các trận đấu trùm.
Cuối cùng, Mike nhìn thấy Paula bị mắc kẹt trong một khe núi và có thể ra tay cứu giúp cô. Sau khi họ trốn thoát trong một chiếc xe jeep băng qua một thành phố bỏ hoang, tại đây đã tiết lộ rằng người đàn ông nói chuyện với Mike là Dylan Morton từ Dino Crisis 2 và ông cũng chính là cha của Paula.
Sau khi cuộc chiến kết thúc, Mike được trở lại thời kỳ của riêng mình trong cùng chiếc chiến đấu cơ của anh vào lúc đầu game. Một chiếc máy bay đối thủ đã bắn hạ anh, trong khi anh nhảy dù ra, viên đạn được chiếu sắp bắn trúng Mike ngay trước khi Paula dịch chuyển những viên đạn ở nơi khác. Trò chơi kết thúc với cảnh Mike được một chiếc thuyền đi qua cứu vớt lên.

## Các loại khủng long
- Tyrannosaurus Rex
- Carnotaurus
- Velociraptor
- Troodon (trong game gọi là "Trinity")
- Pteranodon
- Kronosaurus
- Triceratops
- Plesiosaurus
- Oviraptor
- Compsognathus

## Đóng nhận
Khi trò chơi được phát hành, tạp chí Famitsu đã chấm cho game số điểm 30/40.